# زایمان در هائیتی
زایمان در هائیتی (انگلیسی: Childbirth in Haiti) تحت تأثیر رفتارهایی است که توسط باورها، سنت‌ها و نگرش‌های محلی تعیین می‌شود و همچنین تحت تأثیر شرایط اقتصادی و محدودیت‌های موجود در امکانات بهداشتی قرار دارد.

## بارداری
در هائیتی، ناباروری بار اجتماعی منفی به همراه دارد و زنان انتظار دارند که فرزند بیاورند. دوران بارداری و زایمان به‌عنوان زمانی شاد و جشن‌گونه برای خانواده‌ها دیده می‌شود و نه به‌عنوان یک مشکل پزشکی.
زنان باردار انتظار دارند که تا زمان زایمان، به وظایف کاری خود ادامه دهند. آنها معمولاً افزایش ترشح بزاق را تجربه می‌کنند و به‌طور مرتب آب دهان خود را تف می‌کنند، زیرا باور دارند که نمی‌توانند بزاق اضافی را ببلعند. زنان باردار از خوردن ادویه‌جات خودداری می‌کنند، چون اعتقاد دارند که ممکن است برای جنین مضر باشد. با این حال، آنها تشویق می‌شوند که سبزیجات و میوه‌های قرمز مصرف کنند، زیرا این مواد غذایی برای تقویت خون جنین مفید به نظر می‌رسند. زنان باردار همچنین تشویق می‌شوند که وعده‌های غذایی بزرگتری بخورند، چون فکر می‌کنند برای دو نفر غذا می‌خورند.

## مراقبت‌های دوران بارداری
بسیاری از زنان باردار در هائیتی به دلیل فقر، کمبود دسترسی به خدمات بهداشتی، کمبود پرسنل پزشکی و دیدگاه‌هایشان نسبت به مراقبت‌های دوران بارداری، مراقبت‌های کافی دریافت نمی‌کنند. این مشکلات به‌ویژه در مناطق روستایی بیشتر مشهود است، زیرا بیشتر متخصصان بهداشتی در پایتخت متمرکز هستند. نسبت پزشک به بیمار در هائیتی ۱ به ۶۷٬۰۰۰ است و درصدی از کارکنان بهداشتی هر سال به کشورهای ایالات متحده و کانادا می‌روند تا در آنجا مشغول به کار شوند، جایی که دستمزد بالاتری دارند. زیرساخت‌های بهداشتی پس از زلزله ۲۰۱۰ به‌طور قابل توجهی کاهش یافته است، که باعث تخریب امکانات بهداشتی حیاتی شد.
بسیاری از زنان باردار نیازی به مراقبت‌های دوران بارداری نمی‌بینند و برخی از آنها از پزشکی مدرن و بیمارستان‌ها ترس دارند و آن‌ها بارداری، زایمان و تولد را بخشی طبیعی از چرخه زندگی زنان می‌دانند.

## زایمان
در هائیتی، بسیاری از زنان تا زمان زایمان مشغول به کار هستند؛ بنابراین، بسیاری از آنها در بیمارستان زایمان نمی‌کنند. آنها یا در خانه یا در محل کار خود زایمان می‌کنند. بسیاری از زنان در فرایند زایمان فعال هستند. آنها ممکن است چمباتمه بزنند، بایستند، قدم بزنند یا بنشینند تا موقعیت‌های راحت‌تری برای خود ایجاد کنند. آنها ممکن است احساسات خود را با فریاد زدن، جیغ کشیدن، دشنام دادن، خرخر کردن یا ناله کردن ابراز کنند.
داروهای مسکن در فرهنگ زایمان هائیتی معمولاً در دسترس نیستند. بیشتر زنان زایمان و تولد نوزادان خود را دور از بیمارستان انجام می‌دهند و درخواست داروهای مسکن نمی‌کنند.
در طول فرایند زایمان، پدر نوزاد غایب است و مادر ممکن است تنها باشد، یا با دایه یا یکی از اعضای خانواده و دوستان زن او احاطه شده باشد. بخش عمده‌ای از تصمیم‌گیری‌ها به زن در حال زایمان واگذار می‌شود و مشاوره از سوی افرادی که از او حمایت می‌کنند، به حداقل می‌رسد.
طبق سنت، بیشتر زنان در هائیتی زایمان خود را با حضور ماماهایی که همیشه تحصیلات رسمی ندارند، انجام می‌دهند. ماماها معمولاً توسط ماماهای مسن‌تر با تجربه آموزش می‌بینند. زایمان معمولاً در خانه انجام می‌شود. از نظر جغرافیایی، بسیاری از جاده‌ها هنوز پس از زلزله ۲۰۱۰ تخریب شده‌اند و به هر حال زنان خودرو برای رفتن به بیمارستان یا مرکز زایمان ندارند.

## عوارض و ناهنجاری‌ها
پره‌اکلامپسی و اکلامپسی از جمله دلایل اصلی نرخ بالای مرگ و میر مادران در هائیتی هستند. این عوارض ۱۷ درصد از کل مرگ‌های مادران را شامل می‌شوند. به دلیل عدم دسترسی به مراقبت‌های پیش از زایمان، بسیاری از زنان علائم پره‌اکلامپسی و اکلامپسی را تا زمان زایمان نوزاد خود متوجه نمی‌شوند. در آن زمان، اغلب دیگر برای مداخله دیر است. در هر صورت، امکانات پزشکی اغلب در نزدیکی‌ها در دسترس نیست. زنان نیازمند سزارین اضطراری اغلب هرگز آن را دریافت نمی‌کنند، زیرا بسیاری از آن‌ها پول لازم برای انجام آن را ندارند.

## دوره پس از زایمان
در هائیتی، دوره پس از زایمان بلافاصله پس از تولد آغاز شده و حدود ۴۰ روز به طول می‌انجامد. مادر در خانه می‌ماند و تمرکز خود را بر استراحت و بهبودی قرار می‌دهد. او نقش فعالی در مراقبت از خود دارد، به گونه‌ای که لباس گرم می‌پوشد، حمام‌های روزانه می‌گیرد و چای می‌نوشد تا انرژی خود را بازیابی کند.

## باورها و رفتارهای فرهنگی
در سه روز اول، استراحت مطلق در بستر توصیه می‌شود و همچنین از هر چیزی که «سرد» باشد، مانند وزش باد، بیرون رفتن و بعضی از غذاها، باید پرهیز شود. همراه با غذاهای «سرد»، مادران همچنین آموزش می‌بینند که از غذاهای «سفید» مانند لوبیا سفید، خرچنگ و شیر اجتناب کنند. غذاهای «سفید» و «سرد» باور دارند که می‌توانند ترشح واژن را افزایش دهند یا خطر خونریزی را بالا ببرند. غذاهای قابل قبول برای مادر در این دوره شامل فرنی، برنج، لوبیا و موز سبز می‌شود. هائیتی‌ها بر این باورند که زنان در این دوره نسبت به ورود گاز به بدن حساس‌تر هستند. برای پیشگیری از این، مادران توصیه می‌شوند که یک کمربند سفت یا پارچه‌ای دور کمر خود بپوشند تا استخوان‌هایی که در طول زایمان شل شده‌اند، سفت شوند.
یک رسم رایج در دوره پس از زایمان، «سه حمام» است. در سه روز اول، مادر در آب تقویت شده‌ای که از جوشاندن گیاهان خاص در آب تهیه شده است، حمام می‌کند. این گیاهان شامل پاپایا، پرتقال ترش، ساورساپ (کوروسول)، نعناع (تی بوم)، رازیانه، برگ بو و اکالیپتوس است. این گیاهان به مادر آرامش می‌دهند و عضلات او را سفت می‌کنند. این حمام به عنوان اولین حمام شناخته می‌شود. همچنین مادران تشویق می‌شوند تا چای خاصی از همان مخلوط گیاهان بنوشند. حمام دوم پس از سه روز به مدت سه روز دیگر صورت می‌گیرد، جایی که مادر در آب تقویت شده‌ای که توسط خورشید گرم شده است، نه جوشانده، حمام می‌کند. حمام سوم در یک ماه بعد اتفاق می‌افتد و یک حمام سرد است، اولین حمامی که مادر از زمان زایمان می‌گیرد. این حمام سرد برای ترویج بهبودی و سفت شدن عضلات و استخوان‌هایی که در طول زایمان شل شده‌اند، انجام می‌شود.

## شیردهی
شیردهی در هائیتی به دلایل فرهنگی و اقتصادی به‌طور گسترده‌ای انجام می‌شود؛ ۹۷٪ از نوزادان شیردهی می‌کنند. شیردهی تا نه ماه تشویق می‌شود و مادران در مناطق روستایی به دلیل جنبه‌های اقتصادی و عملی این کار، آن را برای مدت طولانی‌تری ادامه می‌دهند. یکی از باورهای اشتباه در هائیتی این است که شیر مادر عامل بیماری‌های نوزادان مانند اسهال، کزاز یا انگل‌های روده‌ای است. مادران هائیتی همچنین دربارهٔ نوع شیر دریافتی نوزاد حساس هستند، زیرا باور دارند که شیر خیلی غلیظ یا خیلی رقیق می‌تواند به مادر و نوزاد آسیب برساند. اگر شیر خیلی غلیظ باشد، معتقدند که باعث ابتلای نوزاد به ایمپیتیگو می‌شود. اگر شیر خیلی رقیق باشد، که به دلیل ترس یا نگرانی مادر است، آن را «ترشیده» می‌دانند و ممکن است باعث اسهال و عدم رشد نوزاد و همچنین سردرد و احتمالاً افسردگی پس از زایمان در مادر شود. در جایگزین‌های شیر مادر، رژیم غذایی «گرم» و «سرد» که بسیاری از هائیتی‌ها به آن اعتقاد دارند نیز رعایت می‌شود. دوره پس از زایمان به عنوان یک دوره «گرم» در نظر گرفته می‌شود و نیاز به غذاهای «سرد» دارد. شیر کامل قابل قبول است، اما شیر خشک به عنوان غذایی «گرم» شناخته می‌شود و از آن پرهیز می‌شود. چای گیاهی نیز به‌طور زودهنگام به نوزاد معرفی می‌شود و بخش مهمی از تغذیه نوزاد را تشکیل می‌دهد.

## مراسم و آیین‌ها
در هائیتی مراسم مختلفی برای گذر از مراحل مختلف زندگی و آیین‌های تولد وجود دارد. نام‌گذاری نوزاد یک ماه پس از تولد انجام می‌شود. بینی نوزاد چندین بار در روز به آرامی فشرده می‌شود تا سوراخ‌های بینی تنگ‌تر شوند، زیرا در هائیتی این ویژگی جذاب‌تر به‌شمار می‌رود. موهای نوزاد تا یک سالگی کوتاه نمی‌شود. ختنه کردن پسران تشویق نمی‌شود، زیرا باور دارند که باعث کاهش رضایت جنسی می‌شود. برای پاکسازی روده‌های نوزاد از مدفوع نخست، معمولاً از ملین‌ها (لوک) استفاده می‌شود. ملین معمولاً از روغن قرمز گیاه "کرچک" در کریول تهیه می‌شود. دیگر مواد اصلی شامل روغن کرچک، شکر، سیر، آب جوشیده، نمک و جوز است. به مادران هشدار داده می‌شود که این عمل ممکن است باعث از دست دادن سریع آب بدن شود. جوز، روغن کرچک و تار عنکبوت از جمله موادی هستند که بر روی بند ناف قرار می‌دهند تا روند بهبودی سرعت یابد و از «سرما خوردن بند ناف» نوزاد جلوگیری شود. در مناطق روستایی، جفت به منظور جلوگیری از آسیب به کودک دفن می‌شود.